# 하얀 거탑 (소설)
《하얀 거탑》(일본어: 白い巨塔 시로이쿄토[*])은 야마사키 도요코의 장편 소설이다. 1963년 9월 15일호에서 1965년 6월 13일호까지 선데이 마이니치(サンデー毎日)에 연재되었다. 한국어판은 청조사에서 1978년과 2005년 출판하였다.

## 미디어화

### 영화와 텔레비전
지금까지 영화 1편, 드라마 5편(일본 4회, 한국 1회)이 제작되었다.
- 하얀 거탑 (1966년) - 영화
- 하얀 거탑 (1967년) - NET테레비 (현재의 TV 아사히) 제작 (26부작)
- 하얀 거탑 (1978년) - 후지 TV 제작 (32부작)
- 하얀 거탑 (1990년) - TV 아사히 제작 (2부작)
- 하얀 거탑 (2003년) - 후지 TV 제작 (21부작)
- 하얀 거탑 (2007년) -  MBC 드라마본부 제작 (20부작)

특히 드라마 "하얀 거탑(한국판)"이 종영한 이후, 일부 팬들이 특집 방송 요구 등을 빗발치게 하기도 하였다. MBC 드라마본부 측에선, 시청자들의 계속적인 요청에 따라, UHD 리마스터링되어 2018년 1월 22일부터 3월 차기 주중 미니시리즈 방송이 시작될 때까지, 편성 공백을 메우기 위해, 매주 월요일부터 목요일까지 오후 10시에 재방영되었다.
- 하얀 거탑 (2019년) - TV 아사히 제작 (5부작)

### 라디오
- 하얀 거탑 (1965년) - 분카방송 제작